# آ بانیا
آ بانیا (به اسپانیایی: A Baña) یک شهرستان در اسپانیا است.